# Sosłan Dżanajew
Sosłan Totrazowicz Dżanajew (ros. Сослан Тотразович Джанаев, oset. Джанайты Тотразы фырт Сослан, ur. 13 marca 1987 w Ordżonkidze) – rosyjski piłkarz narodowości osetyjskiej grający na pozycji bramkarza. Od 2019 zawodnik PFK Soczi.

## Kariera klubowa
Karierę piłkarską Dżanajew rozpoczął w CSKA Moskwa, pomimo iż pochodzi z miasta Ordżonkidze, zwanym obecnie Władykaukaz, gdzie był członkiem szkółki Ałanii. W 2005 awansował do kadry pierwszego zespołu CSKA, jednak był tam trzecim bramkarzem i przegrywał rywalizację o miejsce w składzie z Igorem Akinfiejewem oraz Wieniaminem Mandrykinem. W barwach CSKA nie zdołał zadebiutować w Premier Lidze, toteż w 2007 odszedł do KAMAZ Nabierieżnyje Czełny i przez rok bronił jego bramki w Pierwszej Dywizji.
W 2008 Dżanajew został bramkarzem Spartaka Moskwa. W sezonie 2008 nie rozegrał żadnego spotkania, będąc dublerem Stipego Pletikosy. Swój debiut w Premier Lidze zanotował w następnym sezonie, 18 kwietnia 2009 w wygranym 2:0 domowym meczu z Terekiem Grozny.
W połowie 2010 Dżanajew został wypożyczony do Tereka, w którym zadebiutował 23 października w meczu z Saturnem Ramienskoje (0:1). W Tereku grał do 2012. W 2013 został wypożyczony do Ałanii Władykaukaz, a w połowie 2013 wrócił do Spartaka Moskwa. W 2014 przeszedł do FK Rostów.
| Sezon   | Klub                       | Kraj   | Rozgrywki        | Mecze | Bramki |
| ------- | -------------------------- | ------ | ---------------- | ----- | ------ |
| 2005    | CSKA Moskwa                | Rosja  | Priemjer-Liga    | 0     | 0      |
| 2006    | CSKA Moskwa                | Rosja  | Priemjer-Liga    | 0     | 0      |
| 2007    | KAMAZ Nabierieżnyje Czełny | Rosja  | Pierwyj diwizion | 28    | 0      |
| 2008    | Spartak Moskwa             | Rosja  | Priemjer-Liga    | 0     | 0      |
| 2009    | Spartak Moskwa             | Rosja  | Priemjer-Liga    | 26    | 0      |
| 2010    | Spartak Moskwa             | Rosja  | Priemjer-Liga    | 12    | 0      |
| 2010    | Terek Grozny               | Rosja  | Priemjer-Liga    | 3     | 0      |
| 2011/12 | Terek Grozny               | Rosja  | Priemjer-Liga    | 37    | 0      |
| 2012/13 | Terek Grozny               | Rosja  | Priemjer-Liga    | 1     | 0      |
| 2012/13 | Ałanija Władykaukaz        | Rosja  | Priemjer-Liga    | 10    | 0      |
| 2013/14 | Spartak Moskwa             | Rosja  | Priemjer-Liga    | 0     | 0      |
| 2014/15 | FK Rostów                  | Rosja  | Priemjer-Liga    | 0     | 0      |
| 2015/16 | FK Rostów                  | Rosja  | Priemjer-Liga    | 30    | 0      |
| 2016/17 | FK Rostów                  | Rosja  | Priemjer-Liga    | 13    | 0      |
| 2017/18 | Rubin Kazań                | Rosja  | Priemjer-Liga    | 18    | 0      |
| 2018/19 | Rubin Kazań                | Rosja  | Priemjer-Liga    | 4     | 0      |
| 2018/19 | Miedź Legnica              | Polska | Ekstraklasa      | 7     | 0      |
| 2019/20 | PFK Soczi                  | Rosja  | Priemjer-Liga    | 22    | 0      |
| 2020/21 | PFK Soczi                  | Rosja  | Priemjer-Liga    | 21    | 0      |

## Kariera reprezentacyjna
W latach 2007–2009 Dżanajew rozegrał sześć spotkań w reprezentacji Rosji U-21. 9 października 2016 zadebiutował w dorosłej drużynie w przegranym 3:4 meczu z Kostaryką.